# 劉悌
劉悌（1485年—？年），字重義，遼東定遼右衛官籍湖广枝江縣人。

## 生平
治《書經》，正德十一年（1516年）山東鄉試第二十二名舉人，年三十九歲中式嘉靖二年（1523年）癸未科會試第二百四十三名，第三甲第一百九名進士。仕至工部郎中。

## 家族
曾祖劉勝。祖父劉宽。父劉洪。母郭氏，继母黄氏。具庆下。兄劉鑑，百户；劉愷；弟劉慬、劉性、劉懷、劉恪。